# Оливейра, Тесс ди
Тесс Флоре Бадокко Элен ди Оливейра (порт. Tess Flore Badocco Helene de Oliveira; род. 6 января 1987, Париж) — бразильская ватерполистка, вратарь. Участница летних Олимпийских игр 2016 года, трёхкратный бронзовый призёр Панамериканских игр 2003, 2011 и 2015 годов.

## Биография
Тесс ди Оливейра родилась 6 января 1987 года во французском городе Париж.
Играла в водное поло за «Пиньейрос» из Сан-Паулу.
В составе женской сборной Бразилии трижды выигрывала бронзовые медали ватерпольных турниров Панамериканских игр — в 2003 году в Санто-Доминго, в 2011 году в Гвадалахаре и в 2015 году в Торонто.
В 2016 году вошла в состав женской сборной Бразилии по водному поло на летних Олимпийских играх в Рио-де-Жанейро, занявшей 8-е место. Играла на позиции вратаря, провела 4 матча, пропустила 30 мячей (21 — от сборной Австралии, 9 — от Италии).

## Семья
Сестра-близнец — Аманда ди Оливейра (род. 1987), бразильская ватерполистка. Участница летних Олимпийских игр 2016 года.